# 紅斑鏢鱸
紅斑鏢鱸為輻鰭魚綱鱸形目鱸亞目河鱸科镖鲈属的其中一種，分布於美國密西西比州的淡水流域，體長可達8公分，棲息在中底層水域。